# Farol da Barra (Salvador)
O Farol da Barra, ou Farol de Santo Antônio, localiza-se na antiga ponta do Padrão, atual Ponta de Santo Antônio, em Salvador, no litoral do estado da Bahia, no Brasil. Foi o primeiro sistema de sinalização náutica a entrar em operação nas Américas. Foi instalado no ano de 1698, inicialmente em formato quadrangular, com uma lanterna de bronze envidraçada no topo, alimentada por óleo de baleia. É o farol mais antigo das Américas ainda operante.
A torre atual, de 1839, é troncônica em alvenaria com lanterna e galeria, tem 22 metros de altura e foi pintada com bandas pretas e brancas. O farol está construído no interior do Forte de Santo Antônio da Barra.

## História
No século XVII, o porto de Salvador era um dos mais movimentados e importantes do continente, e era preciso auxiliar as embarcações que chegavam à Baía de Todos-os-Santos traficando escravos negros ou em busca de pau-brasil e outras madeiras-de-lei, açúcar, algodão, tabaco e outros itens para abastecer o mercado consumidor europeu.
No fim desse século, após o trágico naufrágio do Galeão Santíssimo Sacramento, capitania da frota da Companhia Geral do Comércio do Brasil, num banco de areia frente à foz do rio Vermelho, a 5 de maio de 1668, o Forte de Santo Antônio da Barra foi reedificado a partir de 1696, durante o Governo Geral de João de Lencastre (1694-1702), vindo a receber um farol — um torreão quadrangular encimado por uma lanterna de bronze envidraçada, alimentada a óleo de baleia —, o segundo existente no Brasil e em todo o Continente (1698). Passou então a ser chamado de Vigia da Barra ou de Farol da Barra.

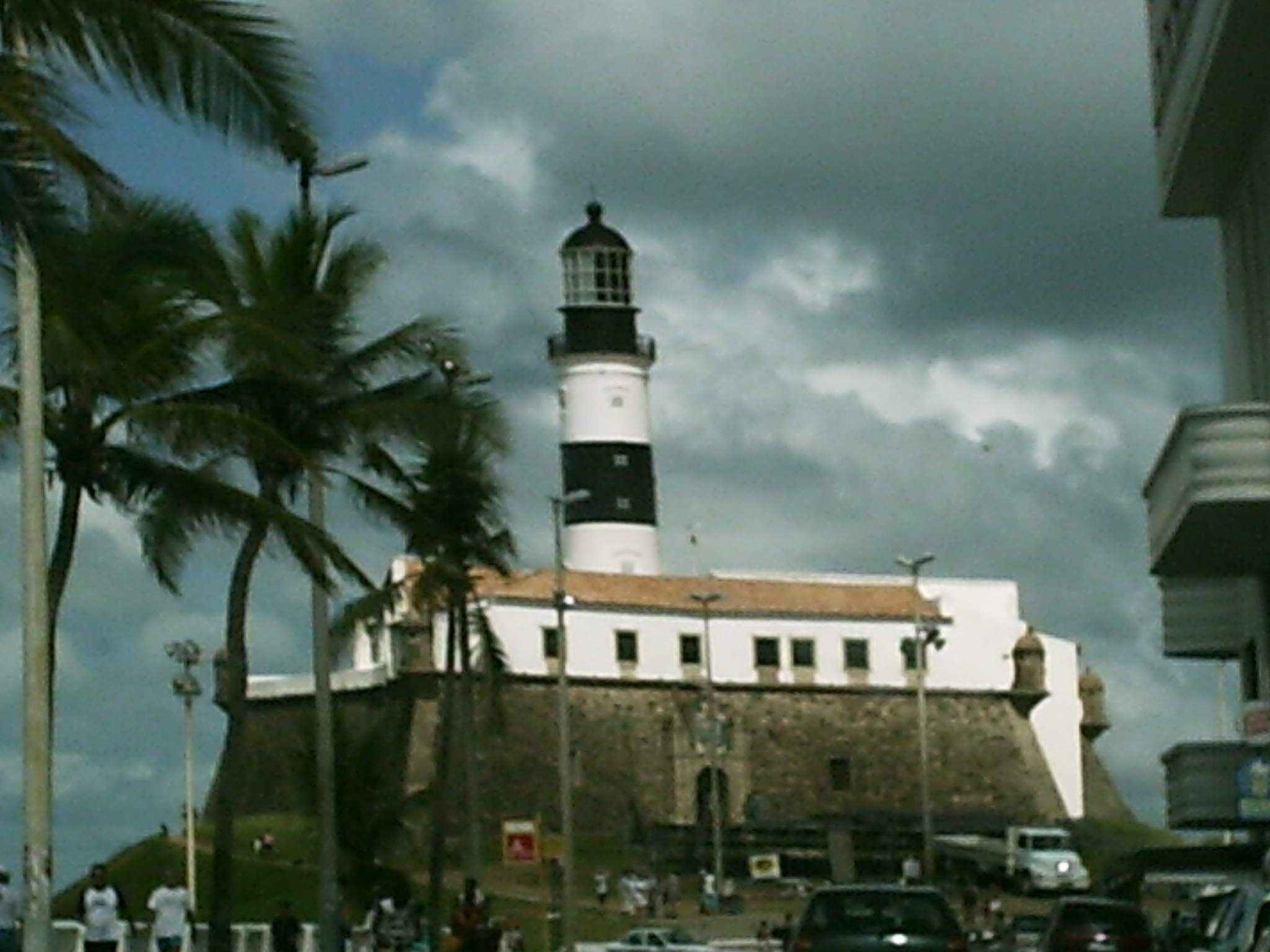
O farol sobre o Forte de Santo Antônio da Barra.

O diário de bordo do corsário inglês William Dampier, em 1699, relata: "A entrada da Baía de Todos os Santos é defendida pelo imponente Forte de Santo Antônio, cujos lampiões acesos e suspensos para orientação dos navios, vimos de noite."
O Decreto Regencial de 6 de julho de 1832 determinou a instalação de um farol mais moderno, fabricado na Inglaterra, em substituição ao antigo. Ao término das obras, inauguradas em 2 de dezembro de 1839, o novo equipamento de luz catóptrico erguia-se sobre uma torre troncônica de alvenaria, com alcance de dezoito milhas náuticas com tempo claro.
Em 1937, o antigo sistema "Barbier" (incandescente a querosene) de iluminação foi substituído por luz elétrica, comemorando-se o primeiro centenário do farol a 2 de Dezembro de 1939. Atualmente o farol encontra-se consagrado como um dos ícones da capital baiana, inspirando artistas e poetas.